# Eladio Vicuña Aránguiz
Eladio Vicuña Aránguiz (Santiago de Chile, 2 de junio de 1911 - Santiago de Chile, 29 de junio del 2008), fue el III Obispo de Chillán, y el II Arzobispo de Puerto Montt.

## Primeros años de vida
Era hijo de Eduardo Vicuña Echaurren y de Margarita Aránguiz Cerda, y el mayor de dos hermanos. Creció en un hogar profundamente católico, desde donde nació su vocación sacerdotal. Fue ordenado sacerdote en la Catedral Metropolitana de Santiago el 22 de septiembre de 1934 por el Monseñor José Horacio Campillo, Arzobispo de Santiago. 
Sus primeros pasos en el sacerdocio fue en Santiago como vicario cooperador de la parroquia Santo Tomás de Aquino (1935); luego, fue nombrado párroco de la Iglesia de Santa Teresita (1935-1947); párroco fundador de El Buen Pastor (1947-1955) en la comuna de Macul (en las chcras colindantes de Ñuñoa) en Santiago y del colegio adyacente, Liceo Parroquial del Buen Pastor, actual Colegio San Marcos; también fue prelado doméstico de Su Santidad.

## Obispo de Chillán
El papa Pío XII lo eligió obispo de Chillán el 28 de agosto de 1955. Consagrado en el templo del Buen Pastor, en Santiago, el 18 de octubre de 1955 por monseñor Ramón Munita Eyzaguirre, obispo de Puerto Montt. Su lema episcopal fue Gressus meos dirige-mis pasos dirige-. Tomó posesión de la diócesis el 23 de octubre de 1955.

## Arzobispo de Puerto Montt
El papa Pablo VI lo promovió al arzobispado de Puerto Montt el 16 de julio de 1974. Tomó posesión del arzobispado el 18 de agosto del mismo año. Participó en cuatro sesiones del Concilio Vaticano II. El Papa Juan Pablo II le aceptó su renuncia al arzobispado por razones de edad, el 13 de mayo de 1987.
Desde  1988 hasta el 2008 fue presidente de la SECST, Sociedad de Escuelas Católicas de Santo Tomás de Aquino, que cuenta con 8 colegios en la Región Metropolitana.

## Oremus
Fue autor del Libro "OREMUS", editado por primera vez en 1939, que es un compendio de: catecismo, liturgia y tradicionales oraciones y devociones. Reconocido como texto oficial por la Conferencia Episcopal de Chile. El cual fue reeditado y modificado para adaptarlo al Concilio Vaticano II y al Nuevo Catecismo de la Iglesia Católica de 1992. Teniendo el récord de ediciones en Chile con 2.000.000 de ejemplares.

## Muerte
La noche del domingo 29 de junio de 2008, monseñor Eladio Vicuña falleció a la edad de 97 años. Sus restos fueron velados en el Templo parroquial El buen Pastor, la "Parroquia de sus amores" como él decía, construida con la ayuda de los más diversos lugares. Su misa exequial fue Celebrada por el Cardenal Francisco Javier Errázuriz Ossa, Arzobispo de Santiago de Chile y el Cardenal Jorge Medina Estévez, junto con diversos miembros del Episcopado Chileno como Javier Prado Aránguiz, Bernardino Piñera, Cristian Caro Cordero y Antonio Moreno Casamitjana; terminada la celebración, su cuerpo fue trasladado a la ciudad de Chillán, sede de su primera destinación episcopal en 1955, para ser sepultado en la Cripta de los Obispos de la Catedral de dicha ciudad